# Monte de São Félix

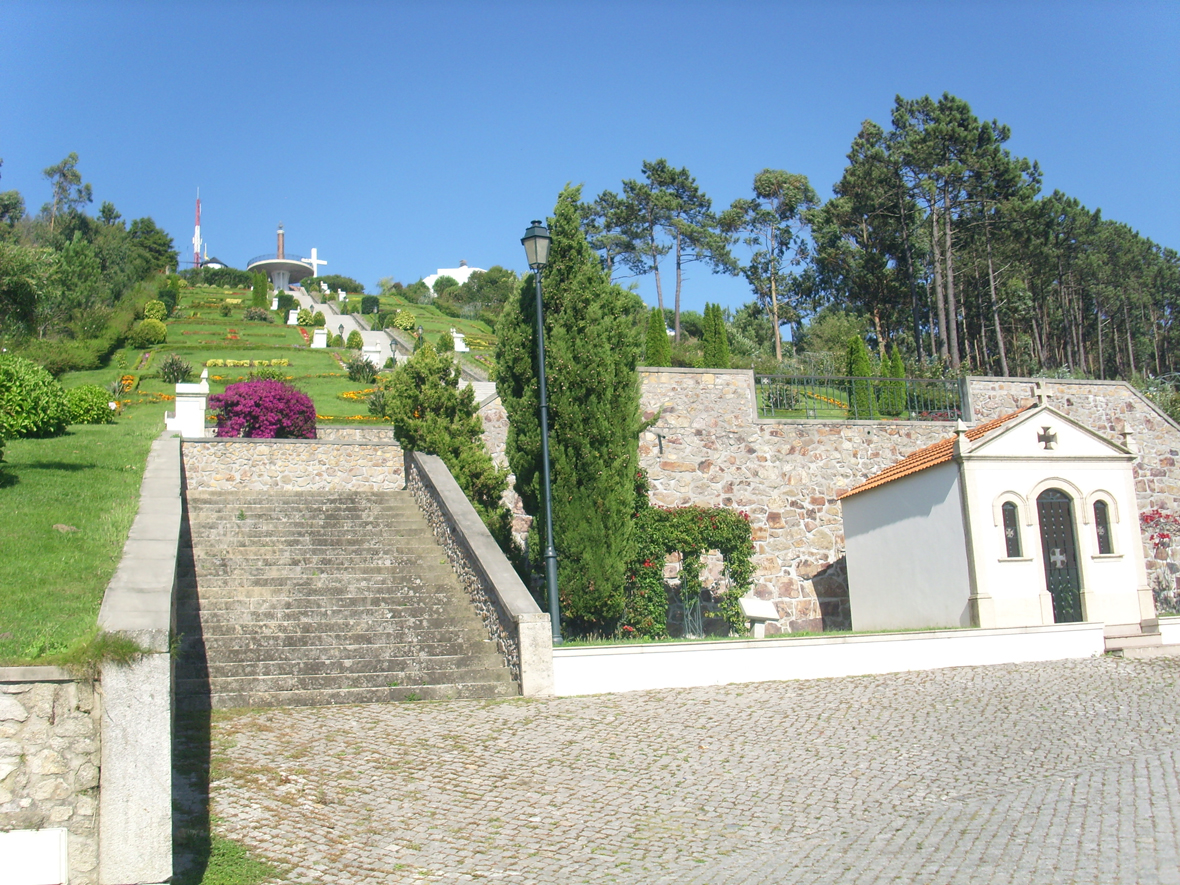
Início do Escadório de São Félix.

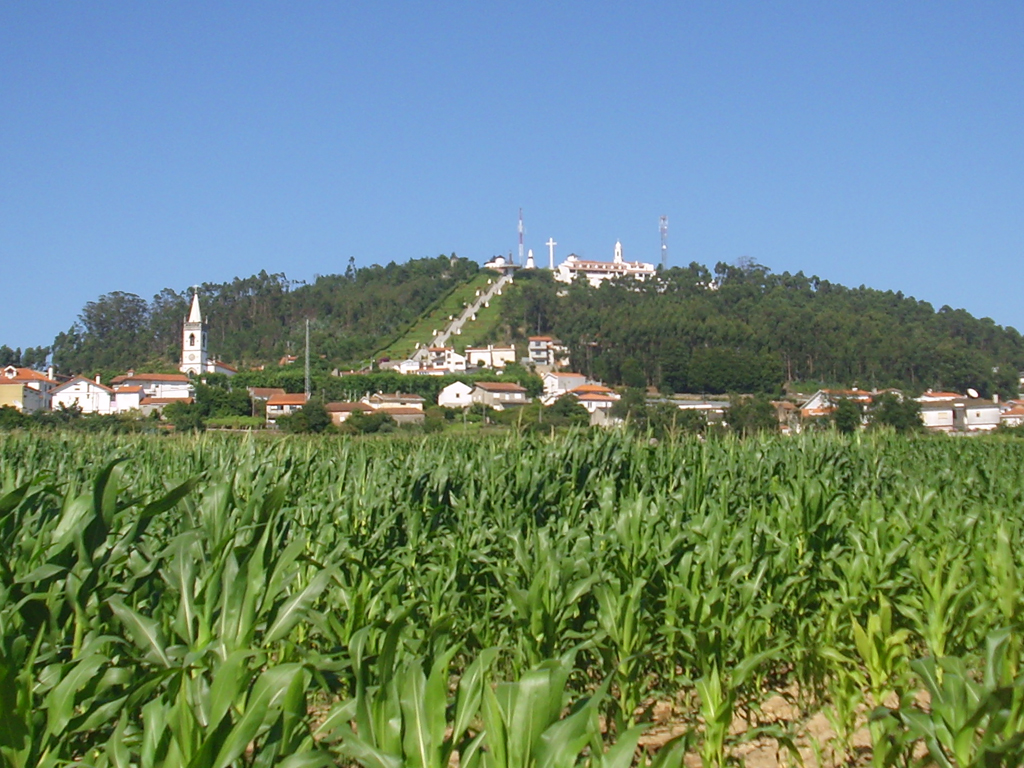
Monte de São Félix visto de campos de milho em Laúndos.

O Monte de São Félix (202 metros) é o monte mais alto de Laúndos, freguesia do município de Póvoa de Varzim em Portugal. É um monte religioso de culto ancestral, e no sopé do monte acontece uma das maiores manifestações de cariz religioso da Póvoa de Varzim, a Peregrinação Arciprestal a Nossa Senhora da Saúde, que junta cerca de trinta mil devotos.
O monte situa-se na sequência da Serra de Rates, onde dominam os xistos; apesar da sua altura modesta, destaca-se na paisagem por ser uma elevação em frente a uma planície litoral. No Monte de São Félix nasce o Rio Alto, que deságua na freguesia da Estela, precisamente na Praia do Rio Alto.

## Religião
O povo acredita que neste monte viveu outrora São Félix (o eremita), responsável por ter encontrado o corpo de São Pedro de Rates, primeiro bispo de Braga, que teria dado origem à igreja de São Pedro de Rates e justificado a primazia de Braga, em termos religiosos, na Península Ibérica.
O monte tem 15 capelas que representam a Via Crúcis, como o Santuário da Senhora da Saúde no sopé e a Capela de São Félix no cume, ligadas por um escadório de 328 degraus e dois jardins laterais com as bandeiras de Portugal e do Brasil.
O escadório é iluminado durante a noite e facilmente visível na cidade, o que aumenta o caráter religioso do monte e sua presença na comunidade. Existe ainda a pequena Capela da Senhora da Saúde na parte baixa da clivada Avenida Senhora da Saúde, que termina no santuário no alto da avenida.
O Santuário da Senhora da Saúde tem origem numa pequena capela construída no início do século XIX, ampliada no fim desse século para o aspecto que tem hoje. O monte é um ponto de referência dos pescadores no mar. No último domingo de Maio ocorre a maior romaria da Póvoa de Varzim, a Romaria da Senhora da Saúde, que junta cerca de 30 mil devotos, entre eles pescadores e camponeses da Póvoa de Varzim e Vila do Conde. A romaria percorre uma distância de mais de sete quilômetros entre a Igreja Matriz da Póvoa de Varzim e o Santuário da Nossa Senhora da Saúde, no sopé do Monte de São Félix.

## Cultura castreja
Encontra-se no monte as ruínas do Castro de Laundos, povoado do século II a.C., possivelmente um posto avançado da Cividade de Terroso. No Monte de São Félix foi achado, em 1904, um púcaro de motivações fúnebres com joias dentro, um dos mais importantes achados para a história da joalharia no Nordeste Peninsular.

## Turismo

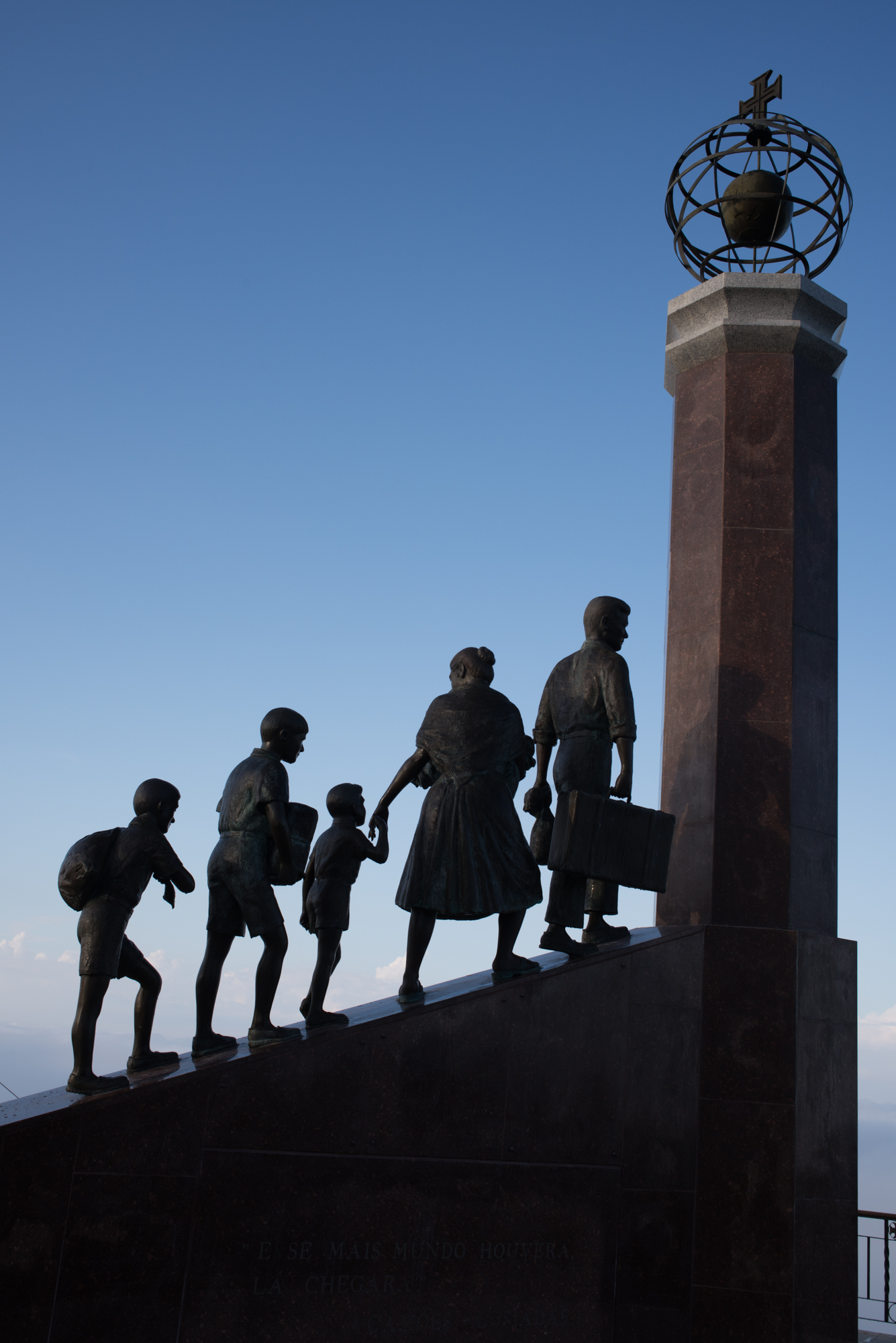
Monumento ao Emigrante

No topo do Monte de São Félix, sob um mirante que permite a vista panorâmica da cidade, está o Monumento ao Emigrante, dedicado aos portugueses que partiram para o Brasil em busca de uma vida melhor. O marco é simbolizado pela família Giesteira caminhando na rampa de um navio em direção a um novo mundo, e cada integrante da família representa diferentes valores, como coragem, esperança e generosidade.
Há uma superstição local que diz que quem esfregar a mão no pé da estátua do primogénito terá muito sucesso e dinheiro, já que este foi um advogado e empresário de sucesso no Brasil.
Alguns dos tradicionais moinhos do Monte de São Félix foram convertidos em residências de férias. Numa das encostas encontra-se a Estalagem de São Félix.